# Бережаны (футбольный клуб)
Футбольный клуб «Бережаны» (укр. Футбольний клуб "Сокіл") — украинский любительский футбольный клуб из Бережан Тернопольской области.

## Прежние названия
- 1982—1984: «Нива» Бережаны
- … — 1992: «Лысоня» Бережаны
- 1992: «Сокол» Бережаны
- 1993: «Лысоня» Бережаны
- 1994—2000: «Сокол» Бережаны
- 2001—2002: «Лысоня» Бережаны
- 2003—2006: «Сокол» Бережаны
- 2007: «Сокол-Энергетик» Бережаны
- 2008: «Сокол» Бережаны
- 2009—н. в.: ФК «Бережаны»

## История
Впервые большой футбол пришел в Бережаны в 1982 году, когда сюда переехала «Нива» из Подгайцев. Три года «Нива» в чемпионате СССР представляла Бережаны, а затем переехала в Тернополь.
Вновь среди профессионалов футболисты из Бережан оказались в первом независимом чемпионате Украины. Команда называлась «Лысоня» выступала в Переходной лиге в 1992 году. Клуб провёл в Переходной лиге два сезона, сменил название на «Сокол» и вернулся на любительский уровень.
Бережанцы продолжили выступать в чемпионате и кубке Тернопольской области. Клуб становился чемпионом области 2000 и 2001 годов. В 1998 был завоёван кубок. В сезоне 2004/05 «Сокол» провёл два матча во Второй украинской лиге. Бережанцы регулярные участники Чемпионатов Украины среди любительских команд.
В сезоне 2009 команда в чемпионате области выступала под названием ФК «Бережаны» и заняла 2-е место. В 2012 году после 11-летнего перерыва бережанцы стали чемпионами области.